# Lithostege senata
Lithostege senata là một loài bướm đêm trong họ Geometridae.